# Aubagne
Aubagne é uma pequena comuna localizada 17 km a leste de Marselha no departamento de Bouches-du-Rhône, região da Provença, ao sul da França.

Brasão de Aubagne.

Em Aubagne fica situado o quartel-general da Legião Estrangeira Francesa.